# Xiphidiopsis hwangi
Xiphidiopsis hwangi är en insektsart som beskrevs av Bei-bienko 1962. Xiphidiopsis hwangi ingår i släktet Xiphidiopsis och familjen vårtbitare. Inga underarter finns listade i Catalogue of Life.